# Répertoire national commun de la protection sociale
 (août 2020).
Si vous disposez d'ouvrages ou d'articles de référence ou si vous connaissez des sites web de qualité traitant du thème abordé ici, merci de compléter l'article en donnant les références utiles à sa vérifiabilité et en les liant à la section « Notes et références ».
Le Répertoire national commun de la protection sociale (RNCPS) est une base de données française centralisant les données des allocataires des différents organismes de protection sociale français.
Créé par l’article 138 de la loi 2006-1640 du 21 décembre 2006 créant l’article L. 114-12-1 du Code de la sécurité sociale, le RNCPS a vocation à regrouper des données, sur la base du numéro de sécurité sociale (NIR). Tous les allocataires sont inscrits dans le RNCPS, fichier national utilisé pour la vérification des conditions d’attribution d’une aide.

## Données
- L’identification des bénéficiaires,
- l’affiliation (rattachement administratif aux organismes),
- la nature des risques couverts, des avantages servis et des adresses déclarées pour les percevoir.

Les objectifs essentiels de ce répertoire sont :
- une qualité de service renforcée, se traduisant notamment par la simplification des démarches et des procédures ;
- une productivité accrue pour les différents régimes ;
- une efficacité accrue pour le contrôle du versement des prestations et la lutte contre les fraudes.

Ce répertoire est :
- commun aux organismes chargés d’un régime obligatoire de base, aux caisses assurant le service des congés payés, aux organismes chargés de la gestion d’un régime de retraite complémentaire ou additionnel obligatoire et aux organismes servant des prestations chômage ;
- ouvert aux organismes de la branche recouvrement dans le cadre de l’exercice de leurs missions, particulièrement celles touchant à la lutte contre le travail illégal, ainsi qu’au Centre de liaisons européennes et internationales de sécurité sociale ;
- ouvert aux collectivités territoriales ainsi qu’aux centres communaux d’action sociale dans le cadre de l’exercice de leurs compétences relatives à l’aide sociale.

L’ensemble du projet est conduit par la Direction de la sécurité sociale en partenariat avec les organismes de protections sociale concernés.
Le décret no 2009-1577 du 16 décembre 2009 qui encadre la mise en place du RNCPS prévoit la publication d’une liste d’informations concernant les « risques, droits, prestations et organismes qui les gèrent » contenus dans ce dispositif. Ce même décret prévoit que cette liste est fixée par arrêté interministériel.
Cet arrêté prévoit une publication sous forme d’une mise en ligne sur le site internet www.securite-sociale.fr des deux listes suivantes :
- Liste des prestations pouvant figurer au RNCPS (version du 30 septembre 2015)
- Liste des organismes qui ont accès aux données du RNCPS (version du 30 septembre 2015)[1]

### Textes de référence
- Art. L. 114-12-1 du Code de la sécurité sociale
- Décret no 2009-1577 du 16 décembre 2010 relatif au Répertoire National Commun de la Protection Sociale
- Arrêté du 21 11 2011 fixant la liste des organismes, des risques, droits et prestations entrant dans le champ du Répertoire National Commun de la Protection Sociale
- Décret no 2012-53 du 17 janvier 2012 relatif au répertoire national commun de la protection sociale